# Тилл, Мейми
Мейми Элизабет Тилл-Мобли (урождённая Картан; 23 ноября 1921 — 6 января 2003) — американский педагог и активист. Она была матерью Эмметта Тилла, четырнадцатилетнего подростка, которого линчевали в Миссисипи 28 августа 1955 года. На похоронах Эмметта в Чикаго Мейми настояла на том, чтобы гроб с его телом оставили открытым. По её словам, она хотела, «чтобы мир увидел, что они сделали с моим ребёнком». После убийства сына Мейми стала учительницей и участницей движения за гражданские права.

## Ранний период жизни
Мейми Элизабет Картан родилась 23 ноября 1921 года в Уэббе, штат Миссисипи. Она была ещё ребёнком, когда её семья переехала с Юга США во время Великой миграции — периода, когда многие афроамериканцы переезжали на север страны из-за продолжающегося расового насилия, включая линчевания и массовые убийства на расовой почве.
В 1922 году, вскоре после рождения Мейми, её отец Нэш Картан переехал в Арго, штат Иллинойс, недалеко от Чикаго. Там он нашёл работу в компании Argo Corn Products Refining Company. Альма Картан присоединилась к мужу в январе 1924 года, взяв с собой двухлетнюю Мейми и её брата Джона. Они поселились в преимущественно афроамериканском районе Арго.
Когда Мейми было 13 лет, её родители развелись. Потрясённая этим событием, девочка с головой ушла в учёбу и преуспела в ней. Её мать Альма возлагала большие надежды на единственную дочь и, хотя в своё время считала, что «у девушек есть только одно стремление — выйти замуж», поддерживала Мейми в её занятиях. Мейми стала первой афроамериканкой, попавшей в список почёта за успехи в учёбе, и всего лишь четвёртой афроамериканской выпускницей преимущественно белой средней школы сообщества Арго.
В 18 лет Мейми познакомилась с Луи Тиллом из Нью-Мадрида, штат Миссури. Он работал в компании Argo Corn и занимался любительским боксом. Луи пользовался популярностью у женщин, но родители Мейми были против их отношений, считая его слишком искушённым для своей дочери. По настоянию матери Мейми прекратила с ним общение. Однако настойчивый юноша добился своего, и 14 октября 1940 года они поженились. Им обоим было по 18 лет. Через девять месяцев, 25 июля 1941 года, у них родился единственный ребёнок — Эмметт Луи Тилл. В 1942 году они расстались после того, как Мейми узнала об измене Луиса. Позже он чуть не задушил её до потери сознания, на что она ответила, плеснув в него кипятком. В конце концов Мейми добилась судебного запрета на приближение к ней. После неоднократных нарушений судья заставил его выбрать между службой в армии США и тюремным заключением. Луи выбрал первое и в 1943 году отправился служить в армию.
В 1945 году Мейми получила из военного ведомства сообщение о том, что Луис во время службы в Италии был казнён за «умышленное неповиновение». Её попытки узнать больше были полностью пресечены бюрократией армии США. Полные подробности уголовного дела и казни Луиса Тилла стали известны только через 10 лет. Его (вместе с сообщником Фредом А. Макмюрреем) обвинили в изнасиловании и убийстве итальянки. Обоих мужчин судил военный трибунал армии США, приговорив их к смертной казни через повешение. Их приговор был обжалован, но апелляции были отклонены. Тела обоих мужчин похоронили рядом с американским кладбищем времён Первой мировой войны в Уаз-Эне, в месте, известном как Участок E или Пятое поле. Позднее анализ судебного процесса, проведённый Джоном Эдгаром Видеманом, поставил вину Луи Тилла под сомнение.
В течение десятилетия после Второй мировой войны Мейми дважды ненадолго выходила замуж, оба брака закончились разводом. Сначала она вышла за Лемурса Мэллори в 1946 году, а затем — за Пинка Брэдли в 1951-м. К началу 1950-х годов Мейми и Эмметт переехали в южную часть Чикаго. Она работала клерком в ВВС и отвечала за конфиденциальные файлы. Рабочий день Мейми длился более 12 часов, и пока она была на работе, Эмметт заботился о доме.

## Гибель и похороны сына
В 1955 году, когда Эмметту было 14 лет, мать посадила его на поезд, чтобы он провёл лето в гостях у своих кузенов в Мани, штат Миссисипи. Больше живым она его не видела. Её сын был похищен и зверски убит 28 августа 1955 года по обвинению в неподобающем поведении с белой женщиной. В следующем месяце Рой Брайант и его сводный брат Джей У. Милам предстали перед судом за похищение и убийство Тилла, но были оправданы жюри присяжных, полностью состоящим из белых мужчин, после пятидневного судебного разбирательства и 67-минутного обсуждения. Один из присяжных сказал: «Если бы мы не прервались попить содовой, это не заняло бы столько времени». Только несколько месяцев спустя, в интервью журналу Look в 1956 году, Брайант и Милам, под защитой Пятой поправки, запрещающей привлечение к ответственности дважды за одно и то же преступление, признались в убийстве Эмметта Тилла.
На похоронах сына Мейми настояла на том, чтобы гроб с его телом оставили открытым. По её словам: «Я хотела, чтобы мир увидел, что они сделали с моим ребёнком». Десятки тысяч людей увидели тело Эмметта, а фотографии разошлись по стране. Благодаря постоянному вниманию дело Тилла стало символом несправедливости правосудия в отношении чернокожих на Юге. 

## Активизм
После убийства сына стало быстро очевидно, что Тилл-Мобли была талантливым оратором. Она поддерживала тесные отношения со многими афроамериканскими СМИ, и НАСПЦН наняла её для поездки по стране с выступлениями, чтобы рассказать историю своего сына. Это был один из самых успешных туров по сбору средств в истории НАСПЦН, хотя он был прерван из-за делового спора с исполнительным секретарём НАСПЦН Роем Уилкинсом о переплате за участие Тилл-Мобли в туре. Она продолжила выступать и, чтобы повлиять на присяжных во время суда над убийцами своего сына, прилетела в Миссисипи и дала показания.
Активность Тилл-Мобли не ограничивалась тем, что она делала после смерти сына. Однако, поскольку его гибель стала символом линчеваний середины 1950-х годов, Тилл-Мобли наиболее известна именно в этом контексте. Благодаря этому и всей своей активности Тилл-Мобли смогла использовать роль матери, чтобы найти общий язык с другими людьми и заручиться поддержкой в борьбе за расовую справедливость. 
Значительная часть работы и активности Тилл-Мобли была сосредоточена на образовании. Более 40 лет она выступала за детей, живущих в бедности, включая 23 года преподавания в системе государственных школ Чикаго. Тилл-Мобли основала театральную труппу «The Emmett Till Players», которая занималась со школьниками во внеклассное время, разучивая и исполняя знаменитые речи лидеров движения за гражданские права, таких как Мартин Лютер Кинг. Это должно было вселять надежду, объединять и вдохновлять зрителей на решительные действия.

## Дальнейшая жизнь и образование
24 июня 1957 года Мейми Тилл-Брэдли вышла замуж за Джина Мобли, с которым состояла в браке до самой смерти последнего от инсульта 18 марта 2000 года. 
В 1960 году она окончила Чикагский педагогический колледж (ныне Чикагский государственный университет). Она стала учительницей, сменила фамилию на Тилл-Мобли и продолжила свою жизнь активистки, рассказывая людям о том, что случилось с её сыном. В 1971 году Тилл-Мобли получила степень магистра в области управления образованием в католическом  Университете Лойолы в Чикаго. 
В 1992 году у Тилл-Мобли появилась возможность послушать интервью Роя Брайанта о его участии в убийстве её сына. Не зная, что Тилл-Моблей слушает, он заявил, что Эмметт Тилл разрушил его жизнь. Брайант не выразил никакого сожаления и сказал: «Эмметт Тилл мёртв. Я не понимаю, почему он не может просто оставаться мёртвым».
6 января 2003 года Тилл-Мобли скончалась от сердечной недостаточности в возрасте 81 года. Её похоронили рядом с мужем и недалеко от сына на кладбище Бёрр-Оук, где на её памятнике написано: «Её боль объединила нацию».

## Мемуары
Тилл-Мобли в соавторстве с Кристофером Бенсоном написала мемуары «Смерть невинности: история преступления на почве ненависти, изменившего Америку», которые были опубликованы издательством Random House в 2003 году, почти через 50 лет после смерти её сына. Тилл-Мобли скончалась за несколько месяцев до выхода книги. В своей автобиографии она пишет: «Хотя я прожила большую часть жизни без Эмметта, я жила всю свою жизнь благодаря ему».

## Память и киновоплощения
Тилл-Мобли основала и возглавила кампанию «Emmett Till Justice Campaign». Эта группа в итоге добилась принятия актов: «Закон Эмметта Тилла о преступлениях против гражданских прав от 2008 года» (англ. Emmett Till Unsolved Civil Rights Crime Act of 2008) и «Закона Эмметта Тилла о нераскрытых преступлениях против гражданских прав от 2016 года» (англ. Emmett Till Unsolved Civil Rights Crimes Reauthorization Act of 2016).
В 2015 году Вупи Голдберг объявила о планах снять фильм под названием «Тилл» по мемуарам Тилл-Мобли и её пьесе «Лицо Эмметта Тилла». Даниэль Дедуайлер сыграла Тилл-Мобли, Джалин Холл — Эмметта, сама Голдберг — мать Мейми Тилл, Альму Картан. Фильм режиссёра Чинонье Чукву вышел в прокат 14 октября 2022 года. Большая часть фильма посвящена Тилл-Мобли и её активности после убийства Эмметта. 
Эдриэнн Уоррен изобразила Тилл-Мобли в телевизионной драме из шести частей «Женщины движения» 2022 года выпуска.
В 2022 году Конгресс США наградил Тилл-Мобли и Эмметта Тилла посмертной Золотой медалью Конгресса, которая будет выставлена в Национальном музее афроамериканской истории и культуры. На следующий год перед средней школой сообщества Арго в Саммите, штат Иллинойс, где Тилл-Мобли окончила школу с отличием, открыли памятник Тилл-Мобли. 25 июля 2023 года, когда Эмметту Тилу исполнилось бы 82 года, президент Джо Байден подписал прокламацию о создании национального памятника Эмметту Тиллу и Мейми Тилл-Мобли.

## Комментарии
1. ↑  Она также известна под фамилией второго мужа как Мейми Тилл-Брэдли[1], поскольку вышла замуж за Джина Мобли только в 1957 году, а известность приобрела в 1955.